# Partie polityczne w Chorwacji
Republika Chorwacji funkcjonuje w oparciu o system wielopartyjny. Rzadko kiedy jedna partia ma szansę na samodzielne zdobycie władzy, a partie muszą współpracować, aby utworzyć rządy koalicyjne. Od stycznia 1990 r. do marca 2015 r. zarejestrowano 264 partie polityczne, z których 118 zostało od tego czasu wykreślonych z rejestru.

## Obecne partie polityczne

### Partie polityczne z wybraną reprezentacją na szczeblu krajowym (po wyborach parlamentarnych z 2020 r.)[2]
| Nazwa | Nazwa                                                                                        | Skrót   | Ideologia                                                       | Pozycja       | Lider                | Zgromadzenie Chorwackie |
| ----- | -------------------------------------------------------------------------------------------- | ------- | --------------------------------------------------------------- | ------------- | -------------------- | ----------------------- |
|       | Chorwacka Wspólnota Demokratyczna Hrvatska demokratska zajednica                             | HDZ     | Chrześcijańska demokracja, liberalny konserwatyzm, proeuropeizm | Centroprawica | Andrej Plenković     | 62/151                  |
|       | Socjaldemokratyczna Partia Chorwacji Socijaldemokratska partija                              | SDP     | Socjaldemokracja, antyfaszyzm, proeuropeizm                     | Centrolewica  | Zlatko Komadina      | 32/151                  |
|       | Domovinski pokret Miroslava Škora                                                            | DPMŠ    | Narodowy konserwatyzm                                           | Prawica       | Miroslav Škoro       | 16/151                  |
|       | Most Niezależnych List Most nezavisnih lista                                                 | Most    | Konserwatyzm fiskalny, liberalny konserwatyzm                   | Centrum       | Božo Petrov          | 8/151                   |
|       | Možemo!                                                                                      | Možemo! | Progresywizm, zielony socjalizm                                 | Lewica        | Zbiorowe przywództwo | 5/151                   |
|       | Niezależna Demokratyczna Partia Serbska Samostalna demokratska srpska stranka                | SDSS    | Liberalna demokracja, socjaldemokracja, antyfaszyzm             | Centrolewica  | Milorad Pupovac      | 3/151                   |
|       | Istryjskie Zgromadzenie Demokratyczne Istarski demokratski sabor                             | IDS-DDI | Socjalliberalizm                                                | Centrolewica  | Boris Miletić        | 3/151                   |
|       | Chorwacka Partia Socjalliberalna Hrvatska socijalno-liberalna stranka                        | HSLS    | Konserwatywny liberalizm                                        | Centrum       | Dario Hrebak         | 2/151                   |
|       | Chorwacka Partia Chłopska Hrvatska seljačka stranka                                          | HSS     | Agraryzm, zielony liberalizm, proeuropeizm                      | Centrum       | Krešo Beljak         | 2/151                   |
|       | Radnička fronta                                                                              | RF      | Socjalizm demokratyczny                                         | Lewica        | Zbiorowe przywództwo | 1/151                   |
|       | Nova ljevica                                                                                 | NL      | Socjalizm demokratyczny, ekologizm                              | Lewica        | Dragan Markovina     | 1/151                   |
|       | Chorwacka Partia Ludowa – Liberalni Demokraci Hrvatska narodna stranka - Liberalni demokrati | HNS-LD  | Liberalizm, centryzm, proeuropeizm                              | Centrum       | Predrag Štromar      | 1/151                   |
|       | Građansko-liberalni savez                                                                    | GLAS    | Proeuropeizm                                                    | Centrolewica  | Anka Mrak-Taritaš    | 1/151                   |
|       | Pametno                                                                                      | Pametno | Liberalizm gospodarczy, sekularyzm                              | Centrum       | Marijana Puljak      | 1/151                   |
|       | Chorwacka Partia Demokratyczno-Chrześcijańska Hrvatska demokršćanska stranka                 | HDS     | Narodowy konserwatyzm                                           | Centroprawica | Goran Dodig          | 1/151                   |
|       | Chorwacka Partia Emerytów Hrvatska stranka umirovljenika                                     | HSU     | Sprawiedliwość społeczna                                        | Centrolewica  | Silvano Hrelja       | 1/151                   |
|       | Narodna stranka - Reformisti                                                                 | NS-R    | Liberalizm gospodarczy                                          | Centrum       | Radimir Čačić        | 1/151                   |
|       | HRAST - Pokret za uspješnu Hrvatsku                                                          | HRAST   | Narodowy konserwatyzm                                           | Prawica       | Ladislav Ilčić       | 1/151                   |